# Melanipa (ninfa)
En la mitología griega, Melanipa (en griego Μελανίππη) era una ninfa sin filiación clara que casó con Itono, hijo de Anfictión. Pausanias hace a Itono y Melanipa los padres de Beoto, el epónimo de los beocios.